# 剥離
| ウィキペディアには「剥離」という見出しの百科事典記事はありません（タイトルに「剥離」を含むページの一覧/「剥離」で始まるページの一覧）。 代わりにウィクショナリーのページ「剥離」が役に立つかもしれません。 |